# Домперидон
Домперидон (англ. Domperidone, лат. Domperidonum) — лікарський препарат, який за своїм хімічним складом є похідним бензимідазолу, що застосовується для лікування захворювань травної системи, який є блокатором дофамінових рецепторів, та має прокінетичну дію, що застосовується переважно перорально, а також ректально та рідше парентерально. Домперидон уперше синтезований у лабораторії бельгійської компанії «Janssen Pharmaceutica» у 1974 році у рамках дослідження антипсихотичних ліків. Із 1979 року домперидон під торговою маркою «Мотіліум» отримав дозвіл на використання у клінічній практиці у Швейцарії та ФРН. Натепер домперидон офіційно зареєстрований у більшості європейських країн (у частині з яких він продається як безрецептурний препарат), країн пострадянського простору та азійських країнах, а також Канаді. У США домперидон офіційно не зареєстрований FDA, і його ввезення до країни заборонено.

## Фармакологічні властивості
Домперидон — синтетичний лікарський засіб, який є похідним бензимідазолу. Механізм дії препарату полягає у інгібуванні центральних дофамінових D2-рецепторів, які розміщені у тригерній зоні шлунку і дванадцятипалої кишки, що призводить до зниження чутливості аферентних нервів, які передають імпульси від органів травної системи до блювотного центру ЦНС, а також до усунення спричиненого дофаміном гальмування моторики органів травлення та посилення тонусу гладеньких м'язів верхніх відділів травної системи. Усе це призводить до гальмування блювотного рефлексу. На відміну від метоклопраміду та ітоприду, домперидон є селективним блокатором дофамінових рецепторів, і не взаємодіє із серотоніновими рецепторами, а також не впливає на вивільнення ацетилхоліну із постгангліонарних нервових закінчень. Дія домперидону призводить одночасно до скорочення та посилення тонусу гладеньких м'язів порожнистих органів травної системи, наслідком чого є посилення перистальтики шлунку і дванадцятипалої кишки, пришвидшення спорожнення шлунку та підвищення тонусу нижнього сфінктера стравоходу (наслідком чого є усунення дуоденогастрального рефлюксу), а також усунення гикавки. Домперидон також посилює виділення пролактину. Домперидон застосовується переважно як засіб проти нудоти і блювання, та ефективний при блюванні різного генезу, в тому числі при захворюваннях печінки та нирок, ГЕРХ, черепно-мозковій травмі, при ускладненнях хіміотерапії злоякісних пухлин, захворюваннях травної системи, а також при застосуванні агоністів дофаміну (бромокриптину або леводопи), препарат може також застосовуватися для усунення нудоти та блювання у ранньому післяопераційному періоді. При застосуванні домперидону спостерігається рівнозначний ефект у порівнянні з метоклопрамідом та ітопридом (частина джерел вказує на деяку перевагу ітоприду), та менша кількість побічних ефектів, а при порівнянні з цизапридом спостерігається дещо менша ефективність домперидону із значно меншою кількістю побічних ефектів. На відміну від метоклопраміду, домперидон практично не проникає через гематоенцефалічний бар'єр, тому при його застосуванні рідко спостерігаються побічні ефекти з боку нервової системи. Згідно із результатами деяких клінічних досліджень, застосування домперидону збільшує ризик подовження інтервалу QT на ЕКГ і шлуночкових аритмій, а також ризику раптової смерті (хоча не усі дослідники згідні з такими результатами, і частина із них вказує на низький серцевий ризик при застосуванні домперидону). У зв'язку із цим домперидон не рекомендовано приймати разом із препаратами, які подовжують інтервал QT, зокрема, еритроміцином, фторхінолонами та кетоконазолом.

### Фармакокінетика
Домперидон швидко та добре всмоктується після перорального застосування, проте біодоступність препарату складає у середньому 15 % при пероральному застосуванні у зв'язку із ефектом першого проходження через печінку(від 12,7 до 17,6 % натще, під час прийому їжі біодоступність зростає до 23,6 %), при внутрішньом'язовому введенні біодоступність домперидону становить 90 %. Максимальна концентрація препарату в крові досягається протягом 0,5—2 годин, при застосуванні натще — протягом 0,5—1,5 годин. Домперидон добре (більш чим на 90 %) зв'язується з білками плазми крові. Домперидон добре розподіляється у тканинах та рідинах організму, але погано проходить через гематоенцефалічний бар'єр. Домперидон проходить через плацентарний бар'єр та у незначній кількості виділяється в грудне молоко. Метаболізується домперидон у стінці кишечника і в печінці з утворенням чотирьох як активних так і неактивних метаболітів. Виводиться домперидон із організму переважно з калом (66 %), частково із сечею (31—33 %), переважно у вигляді метаболітів. Період напіввиведення препарату становить 7—9 годин (згідно частини джерел 12,6±6,5 годин), при вираженій нирковій недостатності, а також при захворюваннях печінки цей час подовжується.

## Показання до застосування
Домперидон застосовується при нудоті і блюванні різного генезу (у тому числі радіаційному та спричиненому хіміотерапією злоякісних пухлин), гикавці, при атонії або гіпотонії кишечнику, метеоризмі, дискінезії жовчних шляхів, гастроезофагеальній рефлюксній хворобі, хронічному холециститі, холангіті, хронічному панкреатиті, при проведенні інструментальних та рентгенодіагностичних досліджень шлунку та дванадцятипалої кишки, при нудоті та блюванні, спричиненому агоністами дофаміну (леводопа, бромокриптин).

## Побічна дія
При застосуванні домперидону найчастішими побічними ефектами є сухість у роті (1,9 % випадків застосування), головний біль (1,2 %), діарея (0, 2 %) та висипання на шкірі (0,1 % випадків застосування). При застосуванні домперидону характерними є побічні ефекти, пов'язані з підвищенням вироблення пролактину (гінекомастія, галакторея, аменорея), проте частіше ці побічні ефекти спостерігаються при довготривалому застосуванні препарату (більше 12 років) у високих дозах, та при наявності у хворих супутньої патології (зокрема, паркінсонізму). Частота екстрапірамідних розладів при застосуванні домперидону низька, і складає 0,05 %. При застосуванні препарату рідко або вкрай рідко можуть спостерігатися також інші побічні ефекти:
- Алергічні реакції — свербіж шкіри, кропив'янка, набряк Квінке, анафілактичний шок.
- З боку травної системи — стоматит, спазм гладеньких м'язів шлунково-кишкового тракту, спрага, печія, зміна апетиту, запор.
- З боку нервової системи — сонливість, підвищена втомлюваність, підвищена збудливість, судоми, летаргія, кон'юнктивіт.
- З боку серцево-судинної системи — шлуночкова тахікардія типу «пірует», [раптова коронарна смерть, периферичні набряки.
- З боку сечостатевої системи — болючість або припікання при сечопуску, почащення сечопуску, болючість у молочних залозах.
- Зміни в лабораторних аналізах — гіперпролактинемія, збільшення активності ферментів печінки.

## Протипокази
Домперидон протипоказаний при підвищеній чутливості до препарату, механічній кишковій непрохідності, перфорації стінки шлунку або кишечника, шлунково-кишкових кровотечах, пролактинзалежних пухлинах, при годуванні грудьми, дітям у віці до 1 року. Домперидон не рекомендований до застосування при вагітності. З обережністю рекомендовано застосовувати препарат при печінковій та нирковій недостатності. Препарат не рекомендований до застосування разом із лікарськими засобами, які подовжують інтервал QT.

## Форми випуску
Домперидон випускається у вигляді таблеток по 0,005 та 0,01 та 0,03 г; 0,1 % суспензії для перорального застосування по 30, 60 і 100 мл; а також у комбінації з пантопразолом, омепразолом та цинаризином.